# Викиум
«Викиум» — онлайн-платформа для развития внимания, памяти и мышления с помощью когнитивных игр-тренажёров, российский образовательный проект сегмента Human Cognitive Improvement (развитие мозговой деятельности).

## История
Проект «Викиум» был основан в 2013 году Сергеем Беланом. При разработке тренажеров предприниматель опирался на американский проект Lumosity, который был запущен еще в 2007 году. За основу при разработке первых тренажеров «Викиум» была взята именно их платформа, однако позже российский стартап расширил свою продуктовую линейку и, в отличие от Lumosity, стал предлагать ежедневные 15-минутные тренировки на игровых тренажерах по индивидуальной программе развития, специализированные онлайн-курсы и нейротренажеры.
В первый месяц работы выручка компании составила 15 000 рублей, ежедневно регистрировалось до 100 человек. 
В 2014 году «Викиум» стал участником акселератора ФРИИ и программы Фонда Сколково «Открытый университет Сколково». К концу 2015 года количество регистраций на сайте в день достигало 1000 человек, а ежемесячная выручка увеличилась до 210 000 рублей. Одним из первых, с кем «Викиум» начал сотрудничество в научной сфере, стал Центр тестирования и развития «Гуманитарные технологии» при МГУ под руководством профессора и доктора психологических наук Александра Георгиевича Шмелева. У организаций сложился бартер, по условию которого «Викиум» помогал Центру продвижением в Интернете, а ученые Центра консультировали компанию при создании новых тренажеров.
В 2016 году на сайте было запущено 40 тренажеров, число пользователей превышало 250 000 человек. По статистике компании, 12% всех пользователей занимаются на тренажерах больше месяца, в то время, как в первый год работы «Викиум» этот показатель составлял всего 2–3%.
По данным «Ведомостей» на середину 2017 года, у «Викиум» более 770 000 пользователей в России и СНГ, выручка компании за прошедшие 12 месяцев составила 25 млн рублей.
По данным компании на 2018 год, на платформе зарегистрировано более 3 миллионов человек.

## Особенности проекта
«Викиум» представляет собой онлайн-платформу для тренировки внимания, памяти и мышления. Пользователю предлагаются когнитивные игры-тренажеры, направленные на развитие той или иной функции головного мозга, и специализированные курсы для обучения определенным навыкам, способностям и умениям, ориентированным на краткосрочные тематические занятия и направленные на ускоренное их приобретение. После того, как клиент проходит вводное тестирование на платформе, он получает индивидуальную программу тренировок на каждый день. По данным компании, такие тренажеры позволяют развивать «слабые» функции мозга и поддерживать «сильные». Кроме того, с 2015 года «Викиум» разрабатывает нейротренажеры на основе биологически обратной связи с применением нейроинтерфейса, считывающего альфа- и бета-ритмы для тренировки навыков управления состояниями деконцентрации (расслабления) и концентрации внимания.
На 2018 год платформа включает в себя 51 когнитивный тренажер, в основе которых лежат методики тренировки познавательных процессов, научные знания о структуре восприятия, внимания, памяти и мышления. Для верификации эффекта после тренировок проводится диагностика, инструментами которой являются таблицы Шульте, эффект Струпа, счёт по Крепелину,, тест Корси и другие.
Кроме этого, на платформе реализованы надстройки «Викиум.Полиглот» и «Викиум.Профессия», представляющие собой программы развития из когнитивных игр-тренажеров для развития языковых навыков и развития под определенную профессию, соответственно. По словам нейропсихолога и научного сотрудника компании Николая Французова, используемые программы развития представляют собой «научно обоснованное сочетание определенных развивающих задач, представленных в игровой форме, выстроенных в логической последовательности с учетом нейропсихологических закономерностей».
«Викиум» ориентирован на аудиторию 7+, однако наиболее активными пользователями являются люди от 25 до 67 лет различных сфер деятельности.

## Инвестиции
В свой проект Сергей Белан вложил 5 млн рублей сбережений и сразу привлек соинвестора из бывших коллег, который добавил еще 2 млн руб. Позже Белан выкупил его долю, а к команде присоединился Артем Овечкин, который вложил еще 10 млн рублей (по данным на 2017 год, Овечкину принадлежит 5% ООО «Викиум» и 30% ООО «ЦРТКС „Викиум“»).
В 2014 году «Викиум» подал заявку во ФРИИ, который в итоге выкупил у стартапа 7% и инвестировал 1,4 млн руб, а также включил в число участников акселератора ФРИИ, взяв за обучение 900 000 рублей.
В июне 2017 года «Викиум» привлек $2 млн инвестиций от банковской процессинговой системы «Рукард». По данным журнала «КоммерсантЪ», компания получила 35,15 % ООО «Викиум», а также 40 % в ООО «ЦРТКС „Викиум“». Сергей Белан контролирует свой проект с долей 51,2%, а в ЦРКТС "Викиум" он владеет 30%.